# الکسی پیرون
الکسی پیرون (به فرانسوی: Alexis Piron) شاعر و نمایش‌نامه نویس قرن هفدهم میلادی اهل فرانسه است.